# Wizard
Wizard — пауэр-метал-группа из Германии, сформированная в 1989 году. Группу часто называют «немецким ответом Manowar». Темы текстов песен очень похожи: обе группы поют о битвах, метале, войне и скандинавской мифологии. Тем не менее, Wizard играют намного быстрее Manowar, и их вокалист обладает высоким голосом.
По состоянию на январь 2016 года, коллектив выпустил 10 студийных альбомов.

## История
Музыкальный коллектив Wizard был образован в 1989 году барабанщиком Сореном Ван Хиком, который также известен под псевдонимом Сноппи Денн. С самого начала своей деятельности коллектив взял курс в направлении «истинного хеви-метала» с лирикой на воинственные темы. После некоторых перестановок в стане участников группы к 1991 году сложился остававшийся долгое время неизменным следующий состав: Сёрен ван Хеек — барабанщик, Свен Д’Анна — вокал, Михаэль Маасс — гитара и Фолкер Лезон — бас. В этом же году выходит дебютный музыкальный материал — демозапись Legion of Doom. Лента не получила широкой рекламы и осталась известной лишь в узком кругу любителей «тяжёлой» музыки. В 1995 году Wizard собственными усилиями записывают и издают полноформатный альбом Son of Darkness, вышедший на собственном же лейбле участников Bow Records. На этом же лейбле в последующем выходят альбомы Battle of Metal (1997) и Bound by Metal (1999). В течение записи последнего из указанных релизов у гитариста Михаэля Маасса возникли проблемы со здоровьем. Остальные участники решили не искать ему замену, а подождать, пока гитарист выздоровеет. Итогом этих ожиданий стал выход альбома немногим позже, чем ожидалось. В то же время данный релиз многими расценивается как самое удачное произведение Wizard.
В дальнейшем группе поступило предложение от лейбла Limb Music, который в 2001 году выпустил альбом Head of the Deceiver. В продюсировании релиза принял участие Уве Люлис, известный по участию в Grave Digger и Rebellion. Альбом вывел коллектив в верхний эшелон немецких пауэр-метал команд, сделав творчество группы известным не только в родной стране, но и во многих странах мира.
В 2003 году гитарист Михаэль Маасс покинул группу из-за проблем со здоровьем. Новый гитарист, Дано Боланд, присоединился к группе в начале 2004 года. В 2006 году Wizard ушли с лейбла Limb Music и подписали контракт с более крупным лейблом Massacre Records. 18 мая 2007 года Михаэль Маасс вернулся в группу после четырехлетнего перерыва.

## Участники группы
- Свен Д'Анна (Sven D'Anna) - вокал (1989-наши дни)
- Дано Боланд (Dano Boland) - гитара (2004-наши дни)
- Михаэль Маасс (Michael Maass) - гитара (1989-2003, 2007-наши дни)
- Фолкер Лезон (Volker Leson) - бас-гитара (1989-наши дни)
- Сёрен ван Хеек (Sören van Heek)[2] - ударные (1989-наши дни)

## Дискография

### Студийные альбомы
- Son of Darkness (1995)
- Battle of Metal (1997)
- Bound by Metal (1999)
- Head of the Deceiver (2001)
- Odin (2003)
- Magic Circle (2005)
- Goochan (2007)
- Thor (2009)
- ...Of Wariwulfs And Bluotvarwes (2011)
- Trail Of Death (2013)
- Fallen Kings (2017)
- Metal in My Head (2021)

### Компиляции
- Taste of Wizard (2012)

### Демо
- Legion of Doom (1991)